# Sancey
Sancey is een gemeente in het Franse departement Doubs (regio Bourgogne-Franche-Comté). De plaats maakt deel uit van het arrondissement Montbéliard. De gemeente is op 1 januari 2016 ontstaan door de fusie van de gemeenten Sancey-le-Grand en Sancey-le-Long. Sancey telde op 1 januari 2022 1.364 inwoners.

## Geografie
De oppervlakte van Sancey bedraagt 30,57±0 vierkante kilometer; de bevolkingsdichtheid is 43 inwoners per km² (per 1 januari 2019).
De onderstaande kaart toont de ligging van Sancey met de belangrijkste infrastructuur en aangrenzende gemeenten.

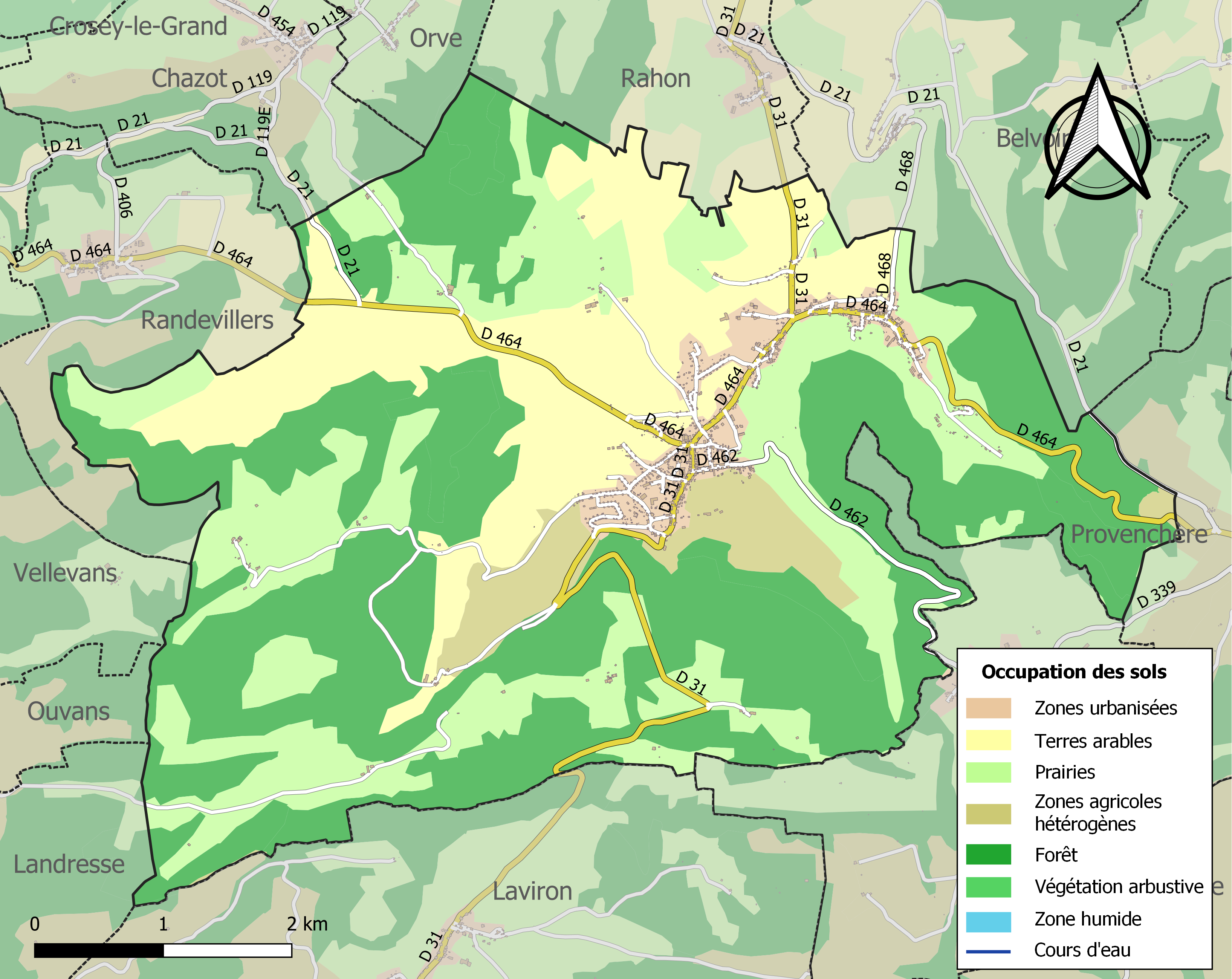